# Боровецка седловина
Боровецката седловина е планински проход в Западна България, между Рила планина на юг и Шипочански рид (част от Ихтиманска Средна гора) на север в Община Самоков, Софийска област.
Проходът е с дължина около 15 km, а надморската височина на седловината е 1324 m. Свързва най-западната част на Костенецко-Долнобанската котловина (долината на река Марица) на изток с най-южната част на Самоковската котловина (долината на река Искър) на северозапад.
Проходът започва на 1012 m н.в. в долината на река Сливница (десен приток на Марица), на 3 km западно от село Радуил и след 9 km и няколко серпентини, в източната част на курорта Боровец се изкачва на седловината при 1324 m н.в. От там след 1 km пътят преминава през центъра на курорта, насочва се на северозапад и след още 5 km се спуска в най-южната част на Самоковската котловина, южно от град Самоков, където завършва на 1052 m н.в.
През седловината преминава участък от 22,5 km от второкласния Републикански път II-82 (от km 15,1 до km 37,6) Костенец – Самоков – София. Поради стратегическото му значение и усиления трафик пътят се поддържа целогодишно за преминаване на МПС. От него наляво (на юг), малко преди седловината се отклонява местен път за природната забележителност Черната скала и хижа „Марица“.

## Топографска карта
- Лист от карта K-34-72. Мащаб: 1 : 100 000.